# CS-TBS
CS-TBS（日語：シーエス ティービーエス）是日本TBS系列的CS衛星電視業者，總部位於TBS放送中心16層。該公司創立於2001年4月，自2002年7月開始播出，在2020年4月1日將公司名稱改為現名。

## 外部連結
- CS-TBS （页面存档备份，存于）